# 四十口径三年式八糎高角砲
四十口径三年式八糎高角砲（40こうけいさんねんしき8せんちこうかくほう）は、日本海軍の開発した高角砲。通称8センチ高角砲。

## 概要

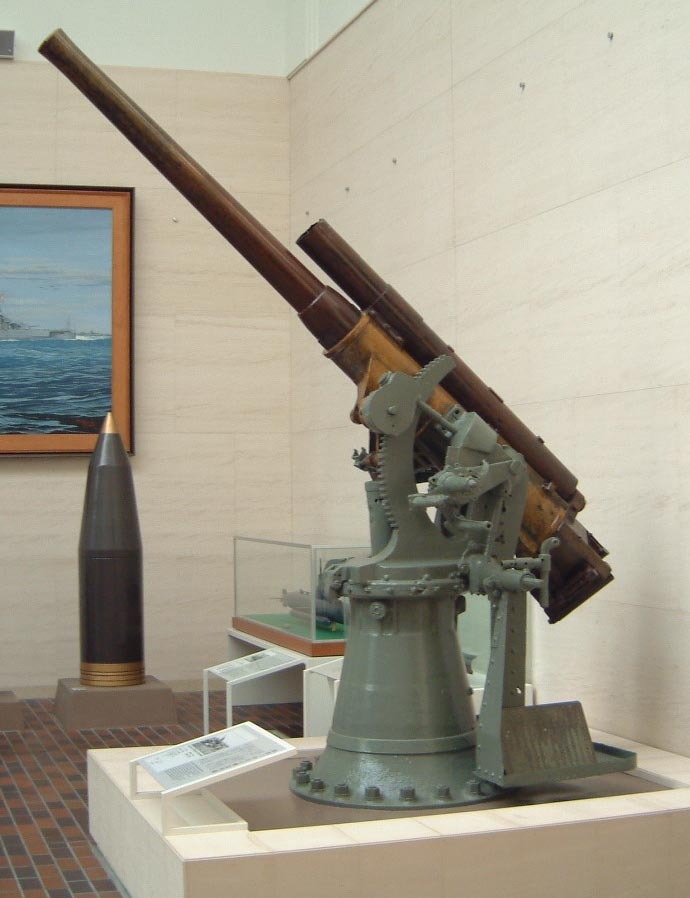
靖国神社に展示されている四十口径三年式八糎高角砲

元々は、アームストロング社の艦砲であるQF 12ポンド 12cwt艦砲のライセンス生産版である「四十口径四一式三吋砲 （旧名称：四十口径四十一年式十二斤速射砲）」をもとに、75度まで仰角を増した三吋大仰角砲（3インチだいぎょうかくほう）として1916年（大正5年）2月4日に制式化されたもの。その後四十口径三吋大仰角砲、四十口径八糎高角砲と改称し、更に1922年（大正11年）3月29日に四十口径三年式八糎高角砲と改称された。
操作は人力で行い、閉鎖機は斜鎖式尾栓だった。
大正期の代表的高角砲として5500トン型軽巡洋艦や扶桑型戦艦、伊勢型戦艦、空母鳳翔などに搭載された。昭和期に入り徐々に他の対空兵装に置き換わっていき、太平洋戦争時には旧式砲となっていた。しかし砲艦などの小艦艇や特設艦船などにはまだ搭載されていた。また南方各地の防空砲としても使用されている。

## 形式

### 単装砲架
形式不明盾無しと盾有りの二種類ある。

## 搭載艦船
- 戦艦：金剛型 - 扶桑型 - 伊勢型
- 練習戦艦：比叡
- 航空母艦：鳳翔
- 重巡洋艦：古鷹型
- 軽巡洋艦：天龍型 - 球磨型 - 長良型 - 川内型
- 防護巡洋艦：筑摩型
- 水上機母艦：若宮 - 能登呂 - 神威
- 潜水母艦：迅鯨型
- 敷設艦：厳島 - 若鷹
- 砲艦：嵯峨 - 安宅 - 鳥羽 - 勢多型
- 駆潜艇：第13号型
- 敷設特務艇：第1号型
- 電纜敷設艇：初島型
- 給油艦：隠戸型
- 特務艦：宗谷

など